# Knutört
Knutört (Lysimachia minima) är en växtart i familjen Primulaceae. Arten beskrevs först av Carl von Linné och den fick sitt före detta gällande namn, Angallis Minimis av Ernst Hans Ludwig Krause. Inga underarter finns listade i Catalogue of Life.